# Tầng Aquitane
| Hệ/ Kỷ                                 | Thống/ Thế   | Bậc/ Kỳ    | Tuổi (Ma) | Tuổi (Ma) |
| -------------------------------------- | ------------ | ---------- | --------- | --------- |
| Đệ Tứ                                  | Pleistocen   | Gelasia    | trẻ hơn   | trẻ hơn   |
| Neogen                                 | Pliocen      | Piacenza   | 2.588     | 3.600     |
| Neogen                                 | Pliocen      | Zancle     | 3.600     | 5.333     |
| Neogen                                 | Miocen       | Messina    | 5.333     | 7.246     |
| Neogen                                 | Miocen       | Tortona    | 7.246     | 11.63     |
| Neogen                                 | Miocen       | Serravalle | 11.63     | 13.82     |
| Neogen                                 | Miocen       | Langhe     | 13.82     | 15.97     |
| Neogen                                 | Miocen       | Burdigala  | 15.97     | 20.44     |
| Neogen                                 | Miocen       | Aquitane   | 20.44     | 23.03     |
| Paleogen                               | Thế Oligocen | Chatti     | già hơn   | già hơn   |
| Phân chia kỷ Neogen theo ICS năm 2017. |              |            |           |           |

Tầng Aquitane trong niên đại địa chất là kỳ đầu tiên của thế Miocen, và trong thời địa tầng học là bậc dưới cùng của thống Miocen và của hệ Neogen. Kỳ Aquitane tồn tại từ ~ 23.03 Ma đến 20.44 Ma (Ma: Megaannum, triệu năm trước).
Kỳ Aquitane kế tục kỳ Chatti của thế Oligocen, và tiếp sau là kỳ Burdigala của cùng thế Miocen.
Kỳ Aquitane trùng với Harrisonia, Agenia, Pareora, Landon, Otaia và Waitakia từ các thang địa chất khác nhau trong khu vực.

## Địa tầng
Kỳ Aquitane được đặt tên theo vùng Aquitaine ở Pháp và được nhà địa tầng học Thụy Sĩ Karl Mayer-Eymar giới thiệu trong tài liệu khoa học vào năm 1858.
Đáy của Aquitane (cũng là đáy của thống Miocen và hệ Neogen) được xác định là vị trí trong cột địa tầng ở lần xuất hiện đầu tiên của loài trùng lỗ Paragloborotalia kugleri, tuyệt chủng của loài nanoplankton Reticulofenestra bisecta (tạo thành đáy của đới sinh vật phù du nanoplankton NN1), và đáy của đới địa thời (chronozone) từ tính C6Cn.2n.
Phẫu diện và điểm kiểu địa tầng ranh giới toàn cầu (GSSP) chính thức cho kỳ Aquitane nằm trong khu vực Lemme-Carrosio gần ngôi làng nhỏ Carrosio (phía bắc Genoa) ở phía bắc Italy.
Đỉnh của tầng Aquitane (đáy của Burdigala) là ở lần xuất hiện đầu tiên của loài trùng lỗ Globigerinoides altiaperturus và đỉnh của đới địa thời từ tính C6An.